# Martina Benešová-Schäfer
Martina Benešová-Schäfer (* květen 1988) je česká jaderná chemička, která se ve svém výzkumu zabývá léčbou rakovinných nádorů prostaty a prsu prostřednictvím radiofarmak. Byla součástí týmu, který vyvinul úspěšný lék proti rakovině prostaty s účinnou molekulou PSMA-617.

## Studium a kariéra
Dětství prožila v Ostravě. Její otec geolog ji přivedl ke studiu (a rozbíjení) kamenů. Radioaktivní kameny ji zpočátku zajímaly proto, že mají krásné barvy.
Vystudovala na Přírodovědecké fakultě Univerzity Karlovy obor Jaderná chemie. V roce 2012 obhájila magisterskou práci s názvem HBifunkční chelatanty dvojmocné mědi. Doktorské studium absolvovala v Heidelbergu, kde pro svá studia získala stipendium.. Postdoktorantskou stáž absolvovala ve Švýcarsku. Pracuje v Německém centru pro výzkum rakoviny v Heidelbergu, kde je šéfkou výzkumného týmu.
Roku 2022 se vdala za německého chemika Martina Schäfera.

## Radiofarmakum PSMA-617
Radiofarmakum PSMA-617, patentované v roce 2014 schválila v roce 2022 nejdříve americká FDA a později i Evropská komise ke klinickému použití u pacientů s rakovinou prostaty. Lék, který vyrábí firma Novartis, dostal jméno Pluvicto. Lék je zatím podávám pouze pacientům ve velmi pokročilé fázi rakoviny prostaty s rozsáhlými metastázemi. Terapie v těchto případech pacienty nevyléčí, ale prodlouží jejich život. Pluvicto v České republice v roce 2023 zatím není součástí standardních terapií a nehradí jej pojišťovna. Léčba v Kanadě vyjde na zhruba 27 000 kanadských dolarů, v USA na 42 000 amerických dolarů, v Austrálii na 57 000 australských dolarů (údaje platné k dubnu 2023).[zdroj?]

## Ocenění
V roce 2022 získala v soutěži Česká hlava Cenu invence společnosti ABB. V roce 2022 byla vybrána časopisem Heroine jako Moje heroine a v roce 2023 magazínem Forbes Česko mezi nejvlivnější ženy Česka.
V roce 2024 byla ze strany CzechTop100 oceněna jako Ambasador České republiky.
Nadace Neuron jí udělila Cenu Neuron pro nadějné vědce v oboru medicína za rok 2024.